# Кауден (Іллінойс)
Кауден (англ. Cowden) — селище (англ. village) в США, в окрузі Шелбі штату Іллінойс. Населення — 515 осіб (2020).

## Географія
Кауден розташований за координатами 39°14′57″ пн. ш. 88°51′34″ зх. д. / 39.24917° пн. ш. 88.85944° зх. д. (39.249224, -88.859351).  За даними Бюро перепису населення США в 2010 році селище мало площу 1,04 км², уся площа — суходіл.

## Демографія
Згідно з переписом 2010 року, у селищі мешкало 629 осіб у 251 домогосподарстві у складі 166 родин. Густота населення становила 604 особи/км².  Було 271 помешкання (260/км²).
Расовий склад населення:
| - 99,2 % — білих - 0,3 % — азіатів |

До двох чи більше рас належало 0,2 %. Частка іспаномовних становила 0,3 % від усіх жителів.
За віковим діапазоном населення розподілялося таким чином: 27,7 % — особи молодші 18 років, 58,2 % — особи у віці 18—64 років, 14,1 % — особи у віці 65 років та старші. Медіана віку мешканця становила 36,3 року. На 100 осіб жіночої статі у селищі припадало 96,0 чоловіків;  на 100 жінок у віці від 18 років та старших — 88,0 чоловіків також старших 18 років.
Середній дохід на одне домашнє господарство  становив 40 474 долари США (медіана — 27 000), а середній дохід на одну сім'ю — 47 302 долари (медіана — 35 536). За межею бідності перебувало 24,5 % осіб, у тому числі 48,6 % дітей у віці до 18 років та 15,8 % осіб у віці 65 років та старших.
Цивільне працевлаштоване населення становило 230 осіб. Основні галузі зайнятості: виробництво — 21,3 %, освіта, охорона здоров'я та соціальна допомога — 19,1 %, сільське господарство, лісництво, риболовля — 13,9 %, науковці, спеціалісти, менеджери — 11,3 %.